# Rhynchostegium nigrescens
Rhynchostegium nigrescens är en bladmossart som beskrevs av Bescherelle 1898. Rhynchostegium nigrescens ingår i släktet näbbmossor, och familjen Brachytheciaceae. Inga underarter finns listade i Catalogue of Life.